# Kerens
Kerens es una ciudad ubicada en el condado de Navarro en el estado estadounidense de Texas. En el Censo de 2010 tenía una población de 1.573 habitantes y una densidad poblacional de 242,64 personas por km².

## Geografía
Kerens se encuentra ubicada en las coordenadas 32°7′52″N 96°13′33″O / 32.13111, -96.22583. Según la Oficina del Censo de los Estados Unidos, Kerens tiene una superficie total de 6.48 km², de la cual 6.48 km² corresponden a tierra firme y (0.08%) 0.01 km² es agua.

## Demografía
Según el censo de 2010, había 1.573 personas residiendo en Kerens. La densidad de población era de 242,64 hab./km². De los 1.573 habitantes, Kerens estaba compuesto por el 69.1% blancos, el 21.49% eran afroamericanos, el 1.21% eran amerindios, el 0.25% eran asiáticos, el 0% eran isleños del Pacífico, el 5.59% eran de otras razas y el 2.35% pertenecían a dos o más razas. Del total de la población el 11.76% eran hispanos o latinos de cualquier raza.